# Баран Володимир Данилович
Володимир Данилович Баран (9 серпня 1927, с. Дем'янів, Станиславівське воєводство, Польська республіка, нині  Івано-Франківської області —  5 листопада 2019, м. Київ) — український історик, археолог. Доктор історичних наук, професор, Член-кореспондент НАН України (з 1995). Лауреат Державної премії України в галузі науки і техніки (1991).

## Життєпис
Понад 30 років (від 1969) очолював відділ археології слов'ян Інституту археології НАН України, створений за його ініціативою, та 10 років — відділ етнології Національного науково-дослідного інституту українознавства і всесвітньої історії. Був заступником директора Інституту археології у Києві, науковим керівником авторів 16 кандидатських та консультантом 6 докторських дисертаційних робіт. У часи завідеології ЦК КПУ Маланчука був під загрозою звільнення «за націоналізм». 
Керував роботою багатьох археологічних експедицій, що досліджували пам'ятки давніх слов'ян та періоду Київської Держави. Разом з німецькими археологами досліджував слов'янське городище Ольденбург (на півночі Німеччини біля кордону з Данією).
Досліджував ранньослов'янські поселення в селах Рашків (Хотинський район Чернівецької області), Теремці (Кам'янець-Подільський район Хмельницької області), Зелений Гай Заліщицького та Івачів Горішній Тернопільського районів Тернопільської області. Вперше і дотепер єдині розкопані повністю слов'янські поселення Рашків І (80 жител VII-ІХ ст.), Рашків 3 (92 житла V—VII ст.).
Володимир Баран у 1979—1980 роках разом зі студентами-істориками Івано-Франківського педагогічного інституту працював на археологічних розкопках між селами Бакота і Теремці у Кам'янець-Подільському районі Хмельницької області. Частина досліджених слов'янських поселень тепер під водами Дністровської ГЕС. На березі Дністра було знайдено поселення Празько-Корчацької археологічної культури (V—VII ст.) та Черняхівської культури (III — IV ст. н. е.) з усіма елементами побуту: житла, печі, господарські ями, знаряддя праці, бронзова фібула.
Помер Володимир Данилович Баран 5 листопада 2019 року, на 92-му році життя, у Києві.

## Праці
Автор близько 400 наукових праць, з яких понад 20 індивідуальних та колективних монографій. Серед монографій:
- «Ранні слов'яни між Дністром і Прип'яттю» (1972),
- «Черняхівська культура» (1981),
- «Славяне Юго-Восточной Европы в предгосударственный период» (російською мовою, Київ, 1990)
- «Історичні витоки українського народу» (У співавторстві з Я. В. Бараном. 2005),
- «Кий, Щек і Хорив, сестра їх Либідь та пракорені українського народу» (2007),
- «У пошуках джерел українського народу. Вибрані наукові праці» (2011. У співавторстві з Я. В. Бараном. 50,2 ум.друк.арк.)
- «У пошуках джерел українського народу» (2017. У співавторстві з Я. В. Бараном. 55,44 ум.друк.арк.)